# 군포양정초등학교
군포양정초등학교(軍浦養正初等學校)는 대한민국 경기도 군포시 재궁동에 있는 공립 초등학교이다.

## 학교 연혁
- 1991년 7월 27일: 양정국민학교 설립 인가
- 1991년 9월 1일: 군포양정국민학교 개교 (33학급편성, 1481명)
- 1991년 9월 1일: 초대 정봉구 교장 취임
- 1991년 11월 15일: 개교기념식
- 1993년 2월 16일: 제1회 졸업식(263명)
- 1993년 5월 20일: 운동장 스텐드 설치
- 1993년 5월 4일: 별관 17개 교실 신축
- 1996년 1월 13일: 군포양정국민학교로 개칭
- 1996년 3월 1일: 군포양정초등학교로 개칭
- 2001년 4월 3일: 교문 교체 공사
- 2002년 2월 22일: 도서관 개관(2실)
- 2005년 11월 7일: 등교문 완공

- 2014년 3월 1일: 제8대 윤종언 교장 취임
- 2015년 2월 13일: 제23회 졸업식(204명, 누계 8,411명)

## 참고 자료
- 군포양정초등학교 - 한국교육학술정보원 학교알리미